# 古斯利足球俱乐部
古斯利足球俱乐部（英語：Guiseley Association Football Club，/ˈɡaɪzlɪ/）是位於英格蘭西約克郡列斯市的小鎮古斯利（Guiseley） 的足球會，成立於1909年，以可容3,000名觀眾的尼達摩亞公園球場（Nethermoor Park）作為主場。古斯利於2015年透過議北聯附加賽升級到英格蘭足球聯賽系統第五級的議會超級聯賽作賽。目前於英格蘭北部超級聯賽超聯組角逐。

## 大事紀年
| 年 份   | 事 項 |
| ------- | --- |
| 1968-69 | 加入約克郡聯賽（Yorkshire League）乙組                                                                        |
| 1970    | 乙組排第十二位，降班新成立的丙組                                                                              |
| 1970-71 | 丙組聯賽排第四位，升班乙組                                                                                    |
| 1973-74 | 乙組聯賽排第四位，升班甲組                                                                                    |
| 1975    | 甲組聯賽排第十三位，降班乙組                                                                                  |
| 1975-76 | 約克郡乙組聯賽冠軍；升班甲組                                                                                  |
| 1979-80 | 甲組聯賽亞軍                                                                                                  |
| 1981-82 | 甲組聯賽亞軍                                                                                                  |
| 1982-83 | 約克郡聯與米特蘭聯賽（Midland League）合併，北部郡东联赛（Northern Counties East League）創始成員，置於超聯組 |
| 1989-90 | 晉級足總瓶準決賽                                                                                              |
| 1990-91 | 北部郡东联赛超聯組冠軍；決賽加時4-4，重賽3-1擊敗格雷斯利流浪（Gresley Rovers），足總瓶冠軍                    |
| 1991-92 | 加入北部超級聯賽甲組；決賽3-5負於温伯恩鎮（Wimborne Town），足總瓶亞軍                                        |
| 1993-94 | 北部超級聯賽甲組冠軍；晉級足總瓶準決賽；升班超聯組                                                            |
| 2000    | 超聯組排第廿二位，降班甲組                                                                                    |
| 2003-04 | 由於議北聯和議南聯成立，15支超聯組球隊加入議北聯，14隊甲組球隊獲准升班取代；甲組排第九位，升班超聯組          |
| 2008-09 | 超聯組排第四位，附加賽1-2負於纳维治城（Nantwich Town）                                                        |
| 2009-10 | 北部超級聯賽超聯組冠軍；升班議北聯                                                                            |
| 2010-11 | 加入議北聯 |
| 2011-12 | 議北聯排第二位，附加賽準決賽兩回合累計1-2負於紐尼頓（Nuneaton Town）                                          |
| 2012-13 | 議北聯排第二位，附加賽準決賽兩回合累計1-3負於哈利法克斯镇（FC Halifax Town）                                  |
| 2013-14 | 議北聯排第五位，附加賽準決賽兩回合累計3-0淘汰费利比北联（North Ferriby United），決賽1-2負於（Altrincham）    |
| 2014-15 | 議北聯排第五位，附加賽準決賽兩回合累計3-1淘汰菲尔德（A.F.C Fylde），決賽3-2擊敗（Chorley）；升班議超聯        |

## 榮譽
- 英格蘭足球議會北部聯賽
  - 附加賽冠軍（1）：2014/15年；
- 英格蘭北部超級聯賽超聯組
  - 冠軍（1）：2009/10年；
- 英格蘭北部超級聯賽甲組
  - 冠軍（1）：1993/94年；
- 英格蘭北部超級聯賽挑戰盃
  - 冠軍（1）：2009年；
  - 亞軍（1）：1999年；
- 英格蘭北部超級聯賽會長盃
  - 冠軍（1）：1994年；
  - 亞軍（2）：1996年、1998年；
- 英格蘭足總瓶
  - 冠軍（1）：1991年；
  - 亞軍（1）：1992年；
- 西瑞丁县杯（West Riding County Cup）
  - 冠軍（9）：1979年、1980年、1981年、1983年、1994年、1996年、2005年、2011年、2012年；

## 外部連結
- 古斯利官網 （页面存档备份，存于）
- Images of Guiseley AFC